# Iaslovăț
Iaslovăț è un comune della Romania di 3 661 abitanti, ubicato nel distretto di Suceava, nella regione storica della Bucovina.